# Erdősmecske
Erdősmecske é um município da Hungria, situado no condado de Baranya. Tem 26,44 km² de área e sua população em 2019 foi estimada em 307 habitantes.